# Granacki Róg
Granacki Róg (słow. Granátový roh) – mało wybitna, samoistna turnia znajdująca się w grani Granatów Wielickich w słowackiej części Tatr Wysokich. Od Małej Granackiej Turni oddzielona jest siodłem Wyżniej Granackiej Szczerbiny, a od Rogatej Turni siodłem Niżniej Kwietnikowej Przełączki. Należy do grupy Granackich Turni – wyższej z dwóch części Granatów Wielickich. Na Granacki Róg nie wiodą żadne znakowane szlaki turystyczne, jego wierzchołek jest dostępny jedynie dla taterników.
Polskie i słowackie nazewnictwo Granackiego Rogu pochodzi od Granatów Wielickich i od jego kształtu, gdyż swoją sylwetką przypomina on niewielki róg.

## Historia
Pierwsze wejścia turystyczne:
- E. Jenkner i Pavel Čižák, 30 lipca 1905 r. – letnie,
- Adam Górka, Jan Krupski, Jerzy Lechowski, Tadeusz Rogowski i Witold Udziela, 14 marca 1955 r. – zimowe.